# Свева Альвіті
Свева Альвіті (нар. 14 липня 1984, Рим, Італія) — італійська акторка і колишня модель, яка знімається в італійсько- і франкомовних фільмах.

## Ранні роки та кар'єра
Народилася 14 липня 1984 року в Римі, де і росла. 2001 року брала участь у конкурсі моди Model Elite Look в Італії, на якому посіла друге місце. Працювала моделлю та вивчала акторську майстерність у Нью-Йорку, де прожила 7 років. Як модель брала участь у модних показах і рекламних кампаніях. У роки модельної кар'єри жила в Сінгапурі, Аргентині, Таїланді та Гонконгу.
В інтерв'ю Альвіті заявила, що вона «більше не працює моделлю», «просто бере участь у фотосесіях для просування фільмів. Це радше знімання знаменитостей».

### Акторська кар'єра
У 2012 році дебютувала у фільмі «АмериКа» у другорядній ролі. 2013 року отримала роль у італійськомовних фільмах «Niente può fermarci» та «Доброго ранку, тато» у ролі другого плану, а 2014 року виконала головну роль у фільмі «Cam Girl».
Найвідомішу роль виконала у біографічному фільмі «Даліда» 2017 року режисерки Лізи Азуелос, основаному на житті акторки та співачки Даліди, яку і втілила. Попри те, що фільм знятий французькою, Альвіті не знала цієї мови до виконання своєї ролі. Вона займалася французькою по 6 годин на день, і опанувала мову за пів року. Її роль була визнана критикою.
2018 року Свева Альвіті була у списку попереднього відбору як найкращої акторки на 43-тю церемонію вручення премії «Сезар», однак не увійшла до фіналістів і не була номінована.
2018 року вийшло три стрічки за участю Альвіті: «Love Addict», «Restiamo Amici» та «Лукас». Виконала другорядну роль Леї у «Tra le onde» 2019 року.

## Особисте життя
Була у стосунках з актором Ентоні Делоном, з яким почала зустрічатися у липні 2019 року. У вересні 2020 року вони оголосили про заручини під час інтерв'ю журналу «Paris Match». 2021 року Делон оголосив, що вони розірвали заручини. Однак у березні 2022 року з'явилися разом на прем'єрі фільму «Entre les vagues».

## Фільмографія
| Рік  |   | Українська назва          | Оригінальна назва   | Роль           |
| ---- | - | ------------------------- | ------------------- | -------------- |
| 2012 | ф | АмериКа                   | AmeriQua            | білявка        |
| 2013 | ф | Нищо не може нас зупинити | Niente può fermarci |                |
| 2013 | ф | Доброго ранку, тато       | Buongiorno papà     | брюнетка       |
| 2014 | ф |                           | Cam Girl            | Гільда         |
| 2017 | ф | Даліда                    | Dalida              | Даліда         |
| 2018 | ф | Любовна залежність        | Love Addict         | Генрієтта      |
| 2018 | ф | Залишимося друзями        | Restiamo Amici      | Марта Россі    |
| 2018 | ф | Вишибала                  | The Bouncer         | Ліза Заккеріні |
| 2019 | ф |                           | Tra le onde         | Леа            |
| 2021 | ф | На хвилі                  | Entre les vagues    | Крістін        |